# Neisseviaduct (Zittau)

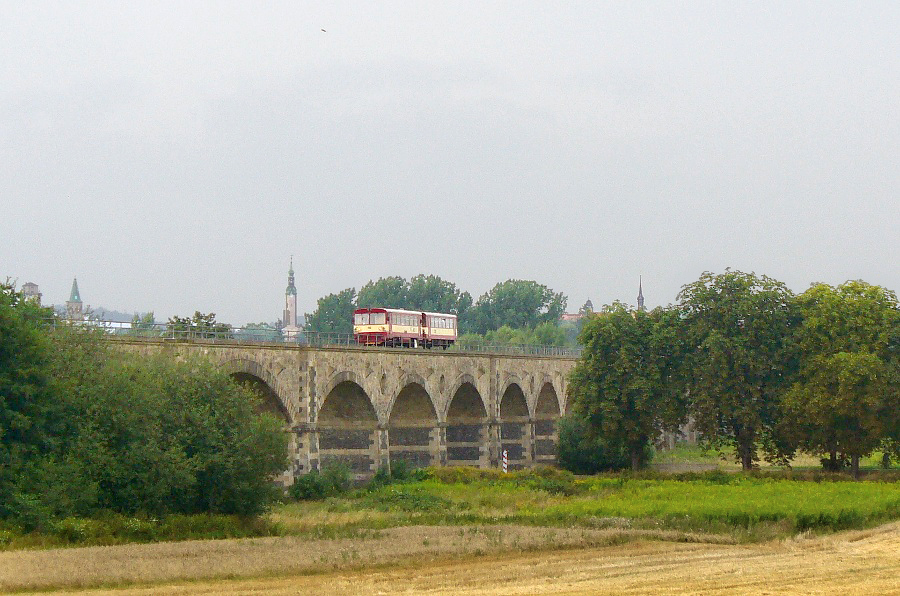
Neisseviaduct Zittau

Het Neisseviaduct in Zittau is een spoorwegbrug over de Lausitzer Neisse tussen Duitsland en Polen.
Het 745 m lange en tot 18 m hoge  viaduct behoort bij de grootste en oudste spoorwegbruggen van Duitsland. Het werd geopend op 1 december 1859 als deel van de spoorlijn tussen Zittau en Reichenberg.
Het viaduct overspant met 39 stenen bogen het Neissedal. Slechts twee bogen volstaan om de grensrivier te overbruggen, waarbij de middelste pijler op een eilandje staat. Ook het smalspoor van het Zittauer gebergte passeert onder het viaduct door. Het grootste deel van de bogen staat op de Zittause oever. De overzijde ligt in de Poolse plaats Porajów. De lijn loopt slechts 4 kilometer over Pools grondgebied om daarna de Tsjechische grens over te steken.
Net als het Neisseviaduct in Görlitz moest dit viaduct op 7 mei 1945 door de Wehrmacht gedynamiteerd worden. 
De toenmalige Fahnenjunker, Dietrich Scholze, van de Wehrmacht zou dit evenwel verhinderd hebben door de ingebouwde ontstekingskabel en springstof te laten verwijderen en in de rivier te werpen.
Vermoedelijk door  bruinkoolwinning verzakt het viaduct gelijkmatig. Het wordt jaarlijks nagemeten. 
In 2002 werd het viaduct aangepast voor snelheden tot 80 km/h.